# Vía Colectora Guamote-Macas
La Vía Colectora Guamote-Macas (E46) es una vía secundaria  ubicada en las Provincias de Chimborazo y Morona Santiago. Esta colectora, de trazado oeste-este, nace en la Troncal de la Sierra (E35) en la localidad de Guamote en el valle interandino de la Provincia de Chimborazo.  Al Este de Guamote, la colectora cruza la Cordillera Oriental de los Andes por un paso a aproximadamente 3440 metros sobre el nivel del mar ubicado inmediatamente al occidente del líimite entre las Provincias de Chimborazo y Morona Santiago. 

## Localidades destacadas
De oeste a este:
- Guamote, Chimborazo
- Alshi 9 de Octubre, Morona Santiago
- Macas, Morona Santiago

- Datos: Q2195146